# 奥拉赫阿姆洪加尔
奥拉赫阿姆洪加尔是奥地利上奥地利州弗克拉布鲁克县的一个市镇。总面积25平方公里，总人口1573人，人口密度62.9人/平方公里（2005年）。